# Вальгалла: Рагнарёк
«Вальгалла: Рагнарёк» (дат. Valhalla) — приключенческий фильм в жанре тёмного фэнтези, снятый Фенаром Ахмадом (англ. Fenar Ahmad) и основанный на одноименном комиксе Питера Мэдсена (англ. Peter Madsen).
Фильм был выпущен 10 октября 2019 года.

## Сюжет
Двое простых смертных внезапно попадают в настоящий Асгард, известный им лишь по скандинавским мифам. Там они оказываются втянутыми в борьбу Локи и Тора, врагами которых выступают волк по имени Фенрир и древние исполины родом из Йотунхейма. Они жаждут захватить власть и устроить конец света, именуемый Рагнарёк. Последняя битва Вальгаллы грянет совсем скоро.

## В ролях
| Актёр                    | Персонаж           |
| ------------------------ | ------------------ |
| Сесилия Лоффредо         | Рёсква             |
| Саксо Мольтке-Лет        | Тьяльфе            |
| Роланд Мёллер            | Тор                |
| Дульфи Аль-Джабури       | Локи               |
| Якоб Ульрик Ломанн       | Тюр                |
| Стине Фишер Кристенсен   | Фригг              |
| Асбьёрн Крог Ниссен      | Один               |
| Андреас Йессен           | Бальдр             |
| Али Сиванди              | Скрюмир            |
| Санне Саломонсен         | Элли               |
| Саломея Р. Гуннарсдоттир | Фрейя              |
| Лара Йоханна Йонсдоттир  | Сиф                |
| Амали Бруун              | Браги              |
| Уффе Лоренцен            | Утгарда-Локи       |
| Реза Форхани             | Кварк              |
| Бьёрн Фьёстад            | Отец               |
| Патриcия Шуманн          | Мама               |
| Эмма Розенцвайг          | королева великанов |

## Съёмочная группа
- Джонни Андерсен — линейный продюсер
- Джейкоб Ярек — продюсер
- Кристиан Холм-Рад — сопродюсер
- Магне Лингнер — сопродюсер
- Гримар Йонссон — сопродюсер
- Дитте Милстед — исполнительный продюсер
- Йо Ройслин — исполнительный продюсер
- Мартин Вернер — исполнительный продюсер
- Лоне Корслунд — исполнительный продюсер

### Художники по картине
- Сесилия Хеллнер — курирующий Арт-Директор
- Сорен Шварцберг
- Бьярни Сигурбьёрнссон
- Маргрет Эйнарсдоттир — Художник по костюмам

## Музыка
- Йенс Оле Вовк МакКой — композитор

## Награды и номинации
| Награды и номинации | Награды и номинации            | Награды и номинации                      | Награды и номинации | Награды и номинации |
| Награда             | Категория                      | Номинант                                 | Результат           |                     |
| ------------------- | ------------------------------ | ---------------------------------------- | ------------------- | ------------------- |
| Роберт              | Лучший визуальные эффекты      | Ян Твиллинг, Джонас Дрен                 | Победа              |                     |
| Роберт              | Лучший детский фильм           | Фенар Ахмад, Адам Август, Джейкоб Ярек   | Номинация           |                     |
| Роберт              | Лучший производственный дизайн | Питер Грант                              | Номинация           |                     |
| Роберт              | Лучший кинематограф            | Каспер Таксен                            | Номинация           |                     |
| Роберт              | Лучший макияж                  | Кристин Кристьянсдоттир, Салла Юли-Луопа | Номинация           |                     |